# Paul Zech

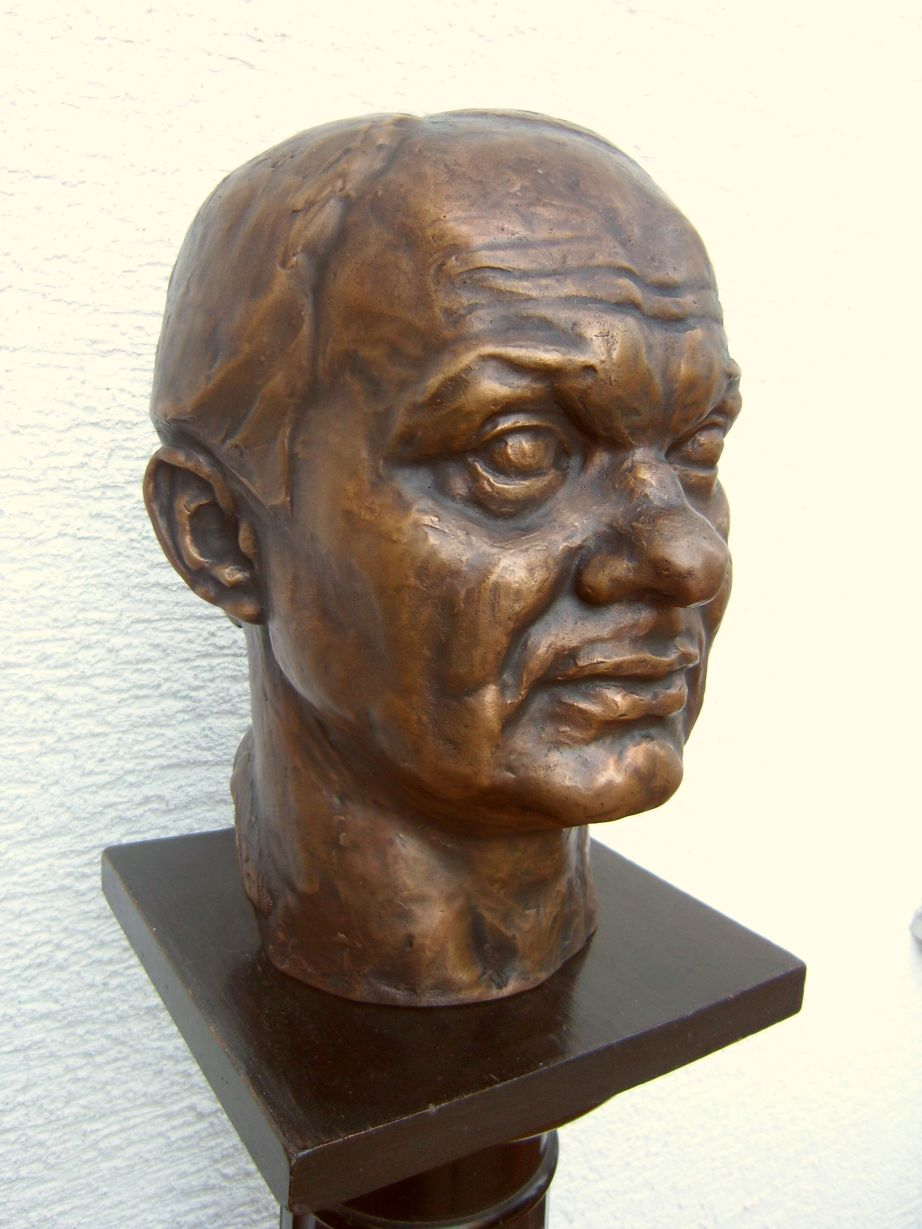
Heinrich Splieth: Paul Zech (1920)

Paul Zech (* 19. Februar 1881 in Briesen, Westpreußen; † 7. September 1946 in Buenos Aires) war ein deutscher Schriftsteller.

## Leben und Schaffen

### Vorbemerkung
Zech hatte die Angewohnheit, seinen Lebenslauf nach Belieben zu manipulieren. Deshalb enthalten praktisch alle älteren Kurzbiografien, die man in Anthologien, Literaturgeschichten, Lexika, Klappentexten u. Ä. findet, zahlreiche Unrichtigkeiten. Nach den Recherchen von Brigitte Pohl (1977), Arnold Spitta (1978), Matías Martínez (1989), Uwe Eckardt (1996), Bert Kasties (1999) und vor allem Alfred Hübner (2021) ergibt sich folgendes Bild:

### Herkunft und Anfänge
Zech war das älteste der sechs überlebenden Kinder (von insgesamt 22) eines aus Briesen gebürtigen Seilers und dessen aus Müncheberg (Ostbrandenburg) gebürtiger Frau. Wenn er später in Kurt Pinthus’ Anthologie Menschheitsdämmerung (Berlin 1919) über sich schreibt „Auch nicht Weichselianer bin ich (obwohl bei Thorn geboren), vielmehr Dickschädel aus bäurisch westfälischem Blut“, so ist dies Fiktion.
Mit etwa fünf Jahren kam er in die Pflege von Verwandten mütterlicherseits in Müncheberg. Mit etwa zehn kehrte er zurück nach Briesen, wo er mit vierzehn die Volksschule abschloss. Danach begann er wahrscheinlich eine Bäckerlehre, die er abbrach. Eine höhere Bildung erlangte er nicht, entgegen der Angabe, er habe „mit schlechten Examina“ neben „Leichtathletik“ auch „Griechisch“ betrieben (vgl. Pinthus). In den erhaltenen Schülerlisten des Gymnasiums im westpreußischen Graudenz, das er besucht haben will, ist er ebenso wenig verzeichnet wie in denen der Wuppertaler Gymnasien. Sein angebliches Studium an verschiedenen Universitäten und die Promotion zum Dr. phil. sind ebenfalls erfunden.
Um 1898 zog er, wie so viele junge Leute aus seiner Region, gen Westen, sicher auf der Suche nach Arbeit und kaum aus der „Begierde, das Elend unterer Menschenschichten zu erfahren“, wie er in Wilhelm Haas’ Anthologie Antlitz der Zeit. Sinfonie moderner Industriedichtung (Berlin 1925) von sich schreibt. Hierbei hielt er sich offenbar einige Zeit – eher kürzer als die angeblichen „zwei reichsten Jahre [seines Lebens]“ (vgl. Pinthus) – im belgischen Kohlerevier auf, vermutlich in Charleroi. Dass er auch in „Bottrop, Radbod, Mons, Lens“ (vgl. Pinthus) bzw. „Belgien, Nordfrankreich, England“ (vgl. Haas) gearbeitet habe, trifft ebenso wenig zu wie die Behauptung, dass er während seiner Bergarbeiterzeit als Gewerkschafter nach Paris gereist sei, oder dass er „Bergbaubeamter“ gewesen sei.
Ab ca. 1901 findet man ihn, vom Militärdienst offenbar befreit, in Barmen, ab ca. 1902 in Elberfeld, Stadtteilen des heutigen Wuppertal. Was ihn dorthin geführt hatte, ist unbekannt. Unzutreffend ist jedenfalls seine Angabe (vgl. Haas), er sei hier schon aufgewachsen als Kind eines „bäuerlichen Schulmeisters“ „auf einem Berg […] mit schroffer Felswand“ über dem Fluss und habe „um 1890–1894“ den Geschichten eines Großvaters, des „ollen Steigers Karl“, gelauscht.
Belegt dagegen ist, dass er spätestens seit 1901 Lyrik verfasste: Einige auf dieses Jahr datierte Gedichte haben sich in einem Poesiealbum erhalten. Es sind Aussagen von damaligen Bekannten überliefert, wonach er Anschluss an literarisch interessierte Personen und Kreise zu finden versuchte.
In Elberfeld heiratete er im Juli 1904 die Schusterstochter Helene Siemon, die er geschwängert hatte. Er zog bei ihr und ihrer verwitweten Mutter ein und wurde im Oktober Vater. Auf der Heiratsurkunde und der Geburtsurkunde seines Sohnes figuriert er als „Lagerist“; auf der Geburtsurkunde seiner 1906 geborenen Tochter ist er „Konditor“.
Neben seiner Berufstätigkeit verfasste er mit beachtlichem Fleiß Gedichte, die ihm ab 1904 immer öfter von den Feuilletons lokaler und regionaler Zeitschriften abgenommen wurden. 1907 wurde er zum jährlichen Lyrikwettbewerb „Kölner Blumenspiele“ eingeladen und erhielt dort eine „lobende Erwähnung“. 1910 bis 1912 – inzwischen stand er im Elberfelder Adressbuch als „Korrespondent“ bzw. „Zeitungskorrespondent“ – schrieb er zahlreiche Buchbesprechungen für eine Elberfelder Zeitung, ohne dort jedoch Redakteur zu sein, wie er später einmal angab. In diesen Jahren (seit 1906) unterhielt er eine wohl nur platonische Beziehung zu der jungen Elberfelder und dann, ab 1911, Essener Lehrerin Emmy Schattke.
Hauptthema seiner frühen Lyrik war ganz traditionell die Natur, wie der Sammelband Schollenbruch zeigt (1912). Erst ab ca. 1909 bearbeitete er, offenbar angeregt durch den Arbeiterdichter Heinrich Kämpchen, mit zunehmender Häufigkeit die Themen Großstadt und Arbeitswelt in expressionistischer Schreibweise. Hierbei versuchte er durchaus, ein Neuerer zu sein, auch wenn er weiterhin konventionelle Formen, insbesondere das Sonett, verwendete. Um dieselbe Zeit begann er mit der Abfassung von Erzählungen in ebenfalls expressionistischem Stil, die im Milieu der Bergarbeiter spielen, aber die dargestellte Realität durch Einbezug mythisch-mystischer Elemente, wie des „schwarzen Baals“, des bösen Gottes der Schlagwetter, in oft beklemmender Weise verfremden.

### Die Zeit der Anerkennung
1909 trat Zech in Briefkontakt mit seiner angeblichen „Elberfelder Stadtnachbarin“ und Jugendfreundin Else Lasker-Schüler, die aber schon seit 1894 in Berlin lebte und die er persönlich erst 1910 bei ihrem Besuch in Elberfeld kennenlernte. Sie bestärkte ihn auf seinem neuen Weg und eröffnete ihm über ihren Gatten Herwarth Walden Publikationsmöglichkeiten in dessen literarischer Zeitschrift Der Sturm sowie weiteren literarischen Blättern. In diesem Kontext fand Zech z. B. Eingang in Der Kondor, die erste, 1912 von Kurt Hiller herausgegebene, Lyrikanthologie des Expressionismus.
Auf Lasker-Schülers Rat wagte er im Juni 1912 (zunächst ohne Familie, die er im November nachholte) den Sprung nach Berlin, wo sie ihm die ersten Schritte erleichterte. Er schloss sich Literatenkreisen an, wobei er seinen dann langjährigen Brieffreund Franz Werfel kennenlernte. 1913 wurde er Mitbegründer einer Zeitschrift, Das neue Pathos, die jedoch nie regelmäßig erschien und 1920 eingestellt wurde. Ebenfalls 1913 publizierte er die Gedichtbändchen Das schwarze Revier und Sonette aus dem Exil, deren letzteres wohl weniger Heimweh nach Elberfeld spiegelt als die Trennung von seiner Muse Emmy Schattke. Auch erste Nachdichtungen französischer Gedichte (Émile Verhaeren und Léon Deubel) erschienen 1913. Dass er beide Autoren von Begegnungen in Paris her gekannt habe, ist Fiktion. Denn seine finanzielle Lage war prekär und erlaubte keine größeren Reisen. Das Stipendium der Schiller-Gesellschaft, das er 1914 erhielt, war allenfalls ein Existenzminimum.
1914 erschienen die Gedichtbändchen Die eiserne Brücke und Die rotdurchrasten Nächte. Das letztere gibt vor – vielleicht wegen der z. T. erotischen Gedichte, die es enthält – Übertragungen des kaum bekannten, 1913 durch Selbstmord in der Seine geendeten Léon Deubel zu bieten, besteht aber überwiegend aus Originaltexten Zechs. Es ist der erste von mehreren Fällen, wo er weitgehend oder gänzlich eigenständige Texte als Übertragungen ausgab.
Nach Beginn des Krieges 1914 verfasste Zech patriotische Gedichte. Er wurde gemustert, aber zurückgestellt. 1915 wurde er dann eingezogen, zunächst als Schreibtischsoldat in Berlin. Etwas später kam er an die Front, erst an die Ost-, dann an die Westfront. Nachdem er Erfahrungen im Bergbau angegeben hatte, war er vor allem mit dem Ausheben und Sichern von Schützengräben befasst. In einem Brief an Stefan Zweig beschreibt er seine Erfahrungen aus der „Hölle von Verdun“ und der Schlacht an der Somme. Im Sommer 1916 erlitt er Verletzungen bei einer Verschüttung im Schützengraben und erhielt das Eiserne Kreuz.
Im gleichen Jahr erregte er Aufsehen durch einen angeblich an ihn gerichteten Brief von Verhaeren, in dem der kurz zuvor tödlich verunglückte belgische Autor nicht mehr als der Deutschenhasser auftrat, zu dem er 1914 geworden war, sondern als versöhnungsbereiter Pazifist. Die in der Berliner Vossischen Zeitung abgedruckte vorgebliche Übersetzung des Briefes wurde rasch als Fälschung Zechs erkannt und löste sogar eine deutsch-belgische Kontroverse aus, an der sich Politiker und die Presse beteiligten.
Ab 1917 tat Zech wieder Dienst als Soldat, aber dank einer Empfehlung nur hinter der Front, diesmal bei der Obersten Heeresführung, die im französischen Laon residierte. Hier verfasste er Propagandatexte, konnte aber darüber hinaus an eigenen Werken arbeiten. Es gelang ihm bei Laon eine Aufführung von Lessings Minna von Barnhelm zu organisieren.
Hatte er 1917 die noch teilweise patriotische Gedichtsammlung Helden und Heilige publiziert, ließ er 1918 (als Privatdruck) das kriegskritische Bändchen Vor Cressy an der Marne. Gedichte eines Frontsoldaten erscheinen, allerdings unter dem Pseudonym „Michel Michael“. Die ebenfalls zunehmend pazifistischen Tagebuchaufzeichnungen, die er in den Kriegsjahren machte, erschienen erst 1919 als Das Grab der Welt. Eine Passion wider den Krieg.
Die Jahre unmittelbar nach dem Krieg bedeuteten den Höhepunkt der literarischen Karriere Zechs. 1917 hatte ihm sein Novellenband Der schwarze Baal Anerkennung als Erzähler verschafft. 1918 erhielt er für seine Lyrik den Kleist-Preis, 1919 war er in der legendären expressionistischen Gedichtanthologie Menschheitsdämmerung von K. Pinthus mit zwölf Texten recht gut vertreten. 1919 erschien eine um weitere Novellen vermehrte Neuausgabe von Der schwarze Baal.
Wirtschaftlich war seine Lage, zumindest vorübergehend, erfreulich. Denn nach der Revolution von November 1918 war er, zurück in Berlin, aber offiziell noch Soldat, Leiter eines der SPD und der USPD nahestehenden „Werbedienstes für die Sozialistische Republik“ geworden, der finanziell bestens ausgestattet war. Auf diesem Posten verdiente „Dr. Zech“, wie er sich nun gern titulierte, eine Weile sehr gut. Zugleich konnte er mit Hilfe eines Vorschusses auf sein Gehalt ein Häuschen mit Seegrundstück im heutigen Bestensee, südöstlich von Berlin, kaufen, das er im Oktober 1919 mit seiner Familie bezog.
Bald jedoch lief seine Stelle beim Werbedienst aus, wobei er zusätzlich Ärger wegen finanzieller Unstimmigkeiten bekam. 1921 konnte er eine Beschäftigung bei der Deutschen Eisenbahnreklame nur kurzfristig ausüben, denn aufgrund psychischer Probleme musste er einige Monate in einer psychiatrischen Klinik verbringen. Auch in den nachfolgenden Jahren wurde er mehrfach stationär behandelt. Seit 1919 führte er ein Doppelleben, indem er bei seiner Familie zunehmend nur noch Gastrollen gab, meistens aber in Berlin lebte, wo er mit der Sängerin Hilde Herb liiert war, allerdings wieder knapp bei Kasse war und in einer schäbigen Berliner Pension logierte. Ab 1923 wohnte er bei seiner Partnerin, die er nunmehr gern als seine Frau ausgab.
Trotz seiner vielfältigen Schwierigkeiten war er in den Nachkriegsjahren äußerst produktiv. Er schrieb wie immer Lyrik (z. B. die Gedichte des 1921 anonym publizierten Bändchens Allegro der Lust, dessen erotische Sonette von seinem jungen Verhältnis zu Hilde Herb inspiriert sind). Vor allem verfasste er weitere Erzählungen, z. B. im Sammelband Das törichte Herz (1925) oder im offenbar stark autobiografisch geprägten Band Die Reise um den Kummerberg (1925). Hinzu kamen zahlreiche literarische Essays sowie auch Dramen. Im Herbst 1924 war er dank seiner Bekanntschaft mit dem Intendanten Wilhelm Dieterle für kürzere Zeit Dramaturg am Berliner Dramatischen Theater und, nach dessen Bankrott, 1925 kurz freier Lektor am Leipziger Schauspielverlag, dem er im Zorn den Rücken kehrte.
Von seinen eigenen, insgesamt weit über 20 Stücken kamen allerdings nur wenige zur Aufführung. Nur eines, Das trunkene Schiff, eine Dramatisierung von Momenten des Lebens des französischen Lyrikers Arthur Rimbaud, war in der Inszenierung von Erwin Piscator und mit einem Bühnenbild von George Grosz etwas erfolgreich (Uraufführung: Volksbühne Berlin, 21. Mai 1926).
Auch lyrisch adaptierte Zech Rimbaud seit 1924 in sehr freien „Nachdichtungen“, die 1927 in einem Band vereinigt erschienen unter dem Titel Rimbaud. Das gesammelte Werk. Der relative Erfolg des Buches setzte allerdings erst nach 1963 ein, und zwar in einer 1944 stark überarbeiteten Version. Diese wurde bis in die jüngste Zeit hinein des Öfteren nachgedruckt, obwohl die Texte äußerst frei übertragen und typischer für Zech sind als für Rimbaud.

### Der Abstieg

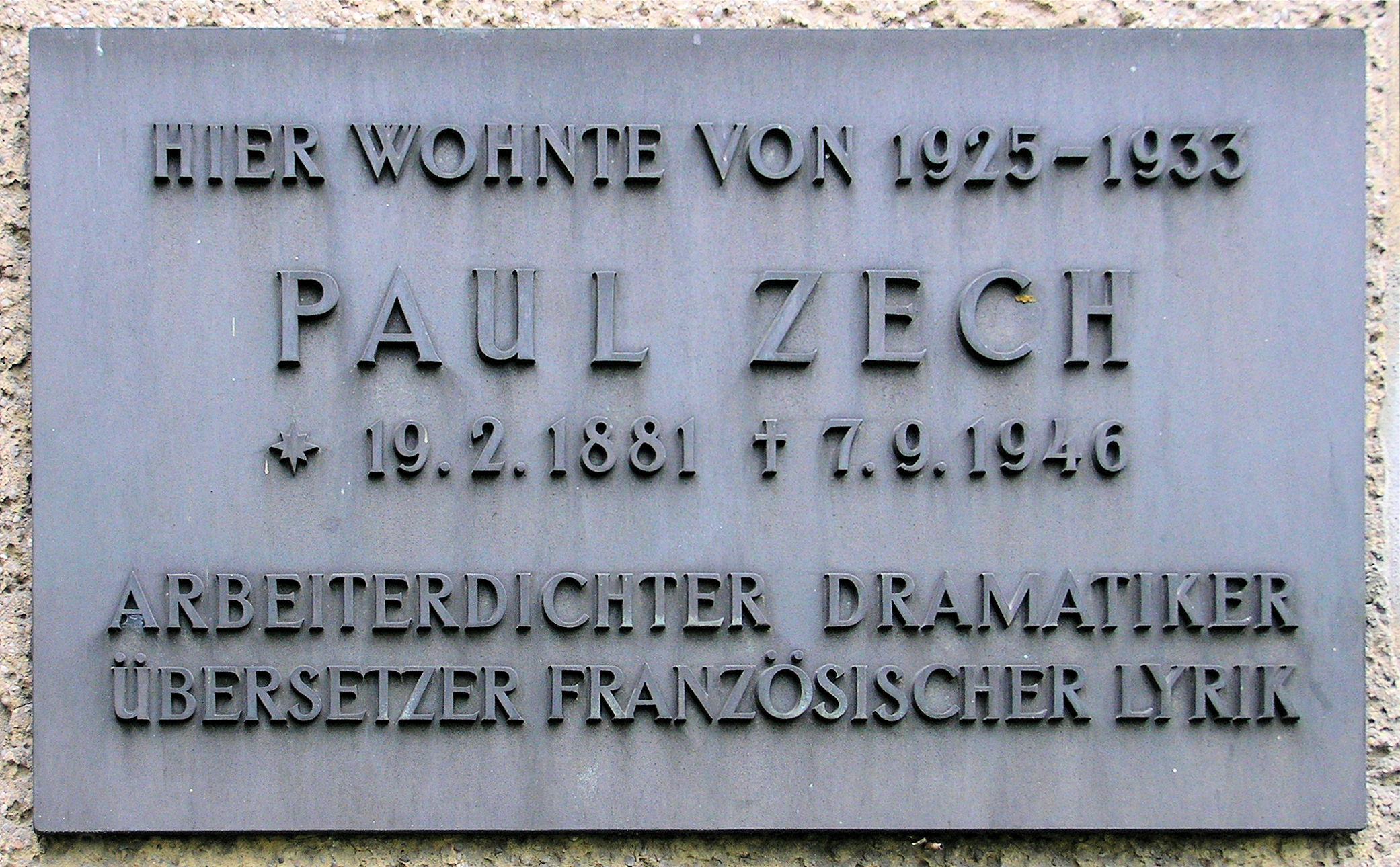
Gedenktafel am Haus Naumannstraße 78, in Berlin-Schöneberg

Der wirkliche Durchbruch allerdings blieb ihm versagt. Ein Grund hierfür war vielleicht, dass er allzu häufig seine Texte voreilig zum Druck gab und sie bei der Aufnahme in Sammelbände oder bei eventuellen Neuausgaben regelmäßig so sehr veränderte, dass schließlich alles, was er publizierte, unfertig und vorläufig schien. Zudem zerstritt er sich mit mehreren seiner Verleger.
Entsprechend schlecht blieb seine finanzielle Situation. 1925 erhielt er über Beziehungen Hilde Herbs eine Stelle als Hilfsbibliothekar in der Berliner Stadtbibliothek, wo er häufig mit der Inventarisierung von en bloc gekauften wertvollen Privatbibliotheken befasst war. Damit hatte er zwar ein festes Gehalt, aber naturgemäß weniger Zeit zum Schreiben. 1925 und 1927 kam es zu Plagiatsvorwürfen,  unter anderem durch seinen alten Freund und Mitherausgeber des Neuen Pathos Robert Renato Schmidt. 1929 wurde er aus dem Schriftstellerverband ausgeschlossen.

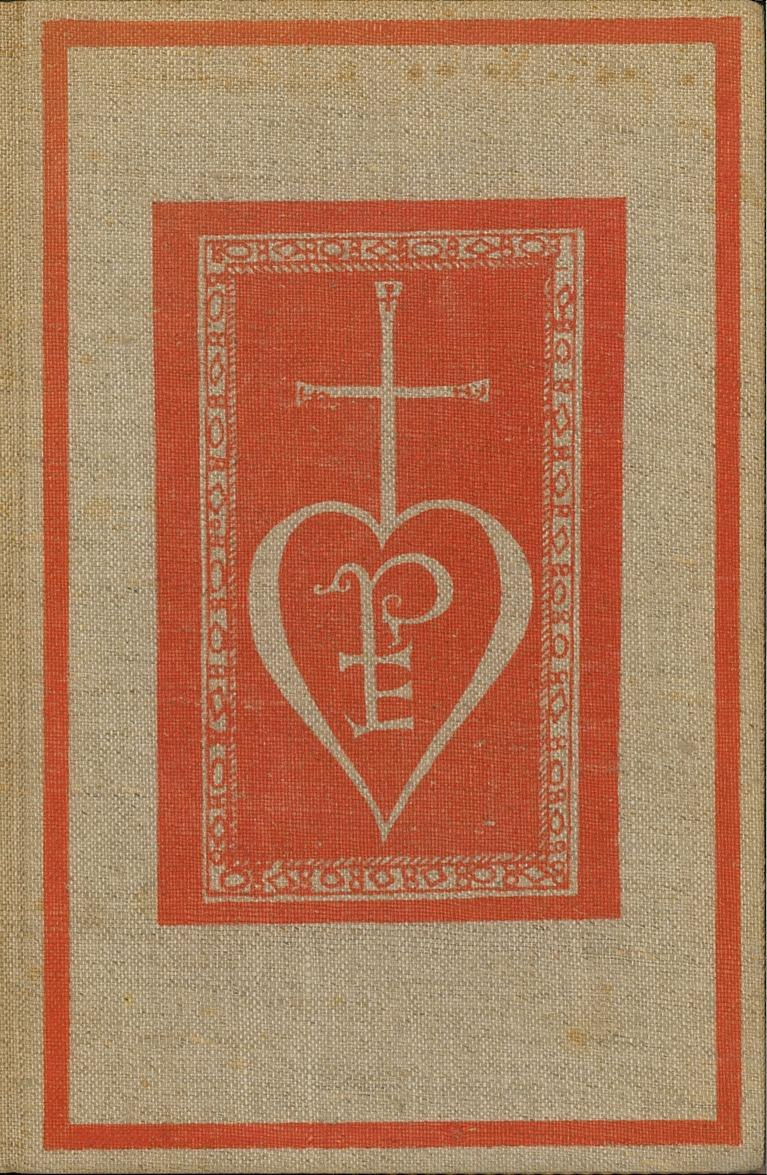
Umschlag von Die Balladen und laſterhaften Lieder des Herrn François Villon in deutſcher Nachdichtung von Paul Zech

Anfang 1931 kam das auf lange Sicht erfolgreichste und vielleicht auch beste Werk Zechs heraus: Die Balladen und lasterhaften Lieder des Herrn François Villon. Die Reaktionen darauf waren jedoch negativ. Man warf ihm allzu freien Umgang mit dem Original und eine allzu derbe Sprache vor. In der Tat handelt es sich entgegen der Annahme auch vieler Zech-Spezialisten nicht um eine kongeniale Übertragung, sondern um eine äußerst freie Nachdichtung, denn Zechs Kenntnis des altfranzösischen Autors beruhte vor allem auf der deutschen Version von K. L. Ammer. Der Villon umfasst zahlreiche frei erfundene Texte im Stile Villons bzw. dessen, was Zech dafür hielt. Insgesamt enthält das Werk bei näherem Hinsehen viele Anspielungen auf Zechs eigene enttäuschende Situation gegen 1930 und wirkt zum Teil wie ein Versuch ihrer literarischen Bewältigung. Hierbei sind ihm jedoch einprägsame Verse gelungen, so das bekannte Gedicht Ich bin so wild nach deinem Erdbeermund, das bei Villon keinerlei Vorbild hat. Der Essay über Villon, den Zech den Texten voranstellte, zeigt seine starke Identifikation mit dessen Figur. Der biografische Teil des Essays ist in großen Teilen Phantasieprodukt.
Eine andere Nachdichtung, die wohl zwischen 1925 und 1930 entstand, ist die der 24 Sonette der Renaissance-Autorin Louise Labé. Ähnlich wie bei seinem Villon legte Zech nicht den französischen Originaltext von 1555 zugrunde, sondern eine Übertragung, nämlich die 1917 publizierte Rainer Maria Rilkes. Zechs kleines Werk kam erst postum 1947 in Berlin heraus und wurde 1956 und nochmals 1978 und 1988 in Rudolstadt/Thüringen nachgedruckt.
Im März 1933 wurde Zech aufgrund seiner Nähe zur SPD (in der er allerdings nie Mitglied war) von seiner Stelle in der Bibliothek beurlaubt, d. h. de facto entlassen. Er blieb jedoch in Berlin und beantragte im Juli sogar seine Aufnahme in die neue Reichsschrifttumskammer, wurde aber zurückgewiesen, weil er als politisch linker Autor galt.

### Der Bücherdiebstahl
Zech wurde von einer Angelegenheit eingeholt, die von ungläubigen oder wohlwollenden Vorgesetzten 1927 schon einmal vertuscht worden war, nämlich dem Bücherdiebstahl im Dienst, der zunächst dem sozialdemokratischen Bibliotheksdirektor Gottlieb Fritz angelastet wurde, der dann auch entlassen wurde. Es ging um den Nachlass des Literaturwissenschaftlers Otto Pniower, aus dem bei der Ankunft in der Bibliothek über 8000 Bände fehlten, darunter wertvolle Erstausgaben, die beim Schätzpreis den Ausschlag gegeben hatten. In einem langwierigen Untersuchungsverfahren stellte sich Fritz’ Unschuld heraus. Als in Berliner Antiquariaten entsprechende Exemplare auftauchten, erstattete Fritz Anzeige gegen Zech, dieser habe die Bände vor ihrer Inventarisierung entwendet und dann verkauft. Eine überraschende Hausdurchsuchung bei Zech förderte 37 wertvolle Bücher aus diesem Nachlass zutage. Angesichts einer Vorladung der Kripo verschwand Zech Anfang August 1933 Hals über Kopf aus Berlin und reiste mit einem Aufenthalt in Wien nach Triest. Dort schiffte er sich nach Montevideo ein und fuhr dann weiter nach Buenos Aires. Seine Familie und seine Freundin Hilde Herb blieben in Deutschland, Herb nahm sich in der Nacht vom 5. auf den 6. September 1940 das Leben.

### Zech in Argentinien
In Buenos Aires fand er Aufnahme bei einem 1923 dorthin ausgewanderten Bruder. Er verkehrte in der deutschen Kolonie der Stadt und fand rasch Zugang zum deutschsprachigen Argentinischen Wochenblatt sowie bald auch zu anderen deutschsprachigen Exilzeitschriften. Als sich zur selben Zeit die deutsche Kolonie um zahlreiche geflüchtete Antifaschisten und Juden vermehrte und in Gegner und Bewunderer Hitlers spaltete, gab sich Zech als verfolgter und ausgebürgerter Linksintellektueller aus, dessen Bücher sogar verbrannt worden seien. Seine Artikel, die er (auch aus Sicherheitsgründen, denn er war einmal bedroht worden) teilweise unter Pseudonymen wie „Timm Borah“, „Paul Robert“, „Rhenanus“ oder „Manuel Sachs“ verfasste, vertraten entsprechend einen eindeutig anti-nationalsozialistischen Standpunkt und verschafften ihm besondere Sympathien in deutsch-jüdischen Kreisen. 1935 wurde ein Stück von ihm, Nur ein Judenweib, ins Jiddische übertragen und aufgeführt.
Daneben schrieb er weiterhin Lyrik, wobei er vor allem seine Situation als Fremder in einer fremden Umgebung und Natur thematisierte. Seine Gedichtbändchen Bäume am Rio de la Plata (1935) und Neue Welt (1939) blieben jedoch praktisch unverkäuflich.
Die langen Expeditionen, die er in den 1930er Jahren gemacht haben will, darunter nach Brasilien, Peru oder Chile, sind, mit der Ausnahme einer dreimonatigen Fahrt nach Nordargentinien, bloße Fiktion. Die zahl- und umfangreichen „Reiseberichte“, die er verfasste, sicher im Hinblick auf eine spätere Publikation in Deutschland, beruhen weitgehend auf gedruckten Quellen oder den Erzählungen Bekannter. Ebenso erfunden sind seine Aufenthalte bei Indianerstämmen. Die beiden Legenden seines Büchleins Die grüne Flöte vom Rio Beni (postum 1947) sind jedenfalls Nachdichtungen damals neuerer deutschsprachiger Werke zum Thema.
Nachdem er sich 1937 mit seinem Bruder zerstritten hatte, lebte er von den geringen Honoraren für seine Zeitschriftenbeiträge sowie von Zuwendungen diverser Personen, darunter des inzwischen in Hollywood tätigen Filmregisseurs Wilhelm Dieterle. Darüber hinaus erbat er erfolgreich Unterstützung  bei US-amerikanischen Hilfsorganisationen für emigrierte deutsche Künstler und Autoren. Seine letzten Jahre verbrachte er als Gast im Haus einer deutschstämmigen Witwe und ihres Sohnes. Insgesamt war er zwar immer knapp bei Kasse, litt zweifellos aber keine direkte Not. Seine Klagen gegenüber Bekannten waren meist übertrieben, und Fiktion war z. B. seine Angabe, er spiele für Geld in Kneipen Klavier. Als Erzähler war er sehr produktiv in Argentinien. Die längeren Texte, die er verfasste, darunter sieben Romane, blieben zu seinen Lebzeiten jedoch fast allesamt unveröffentlicht, so der angeblich noch in Berlin geschriebene „Tatsachenroman“ Deutschland, dein Tänzer ist der Tod oder der sozialkritische Roman Die Kinder vom Paraná. Lediglich Ich suchte Schmied… und fand Malva wieder wurde 1941 in Buenos Aires gedruckt.
Ebenso in der Schublade blieben in der Regel seine Überarbeitungen von älteren, schon publizierten Werken. Hierunter waren u. a. eine erweiterte, umstrukturierte und sprachlich abgemilderte Version des Villon von 1931, die er 1943 erstellte (erstmals gedruckt 1952), sowie die romanartige Villon-Biografie, die er 1946, als vielleicht letztes Werk vor seinem Tod, aus dem biografischen Teil des Essays von 1931 entwickelte und die seit 1962 (als Anhang der sehr erfolgreichen Taschenbuchausgabe des Villon) in Deutschland weitgehend das Image des mittelalterlichen Autors als einer proletarischen Kraftnatur bestimmt.

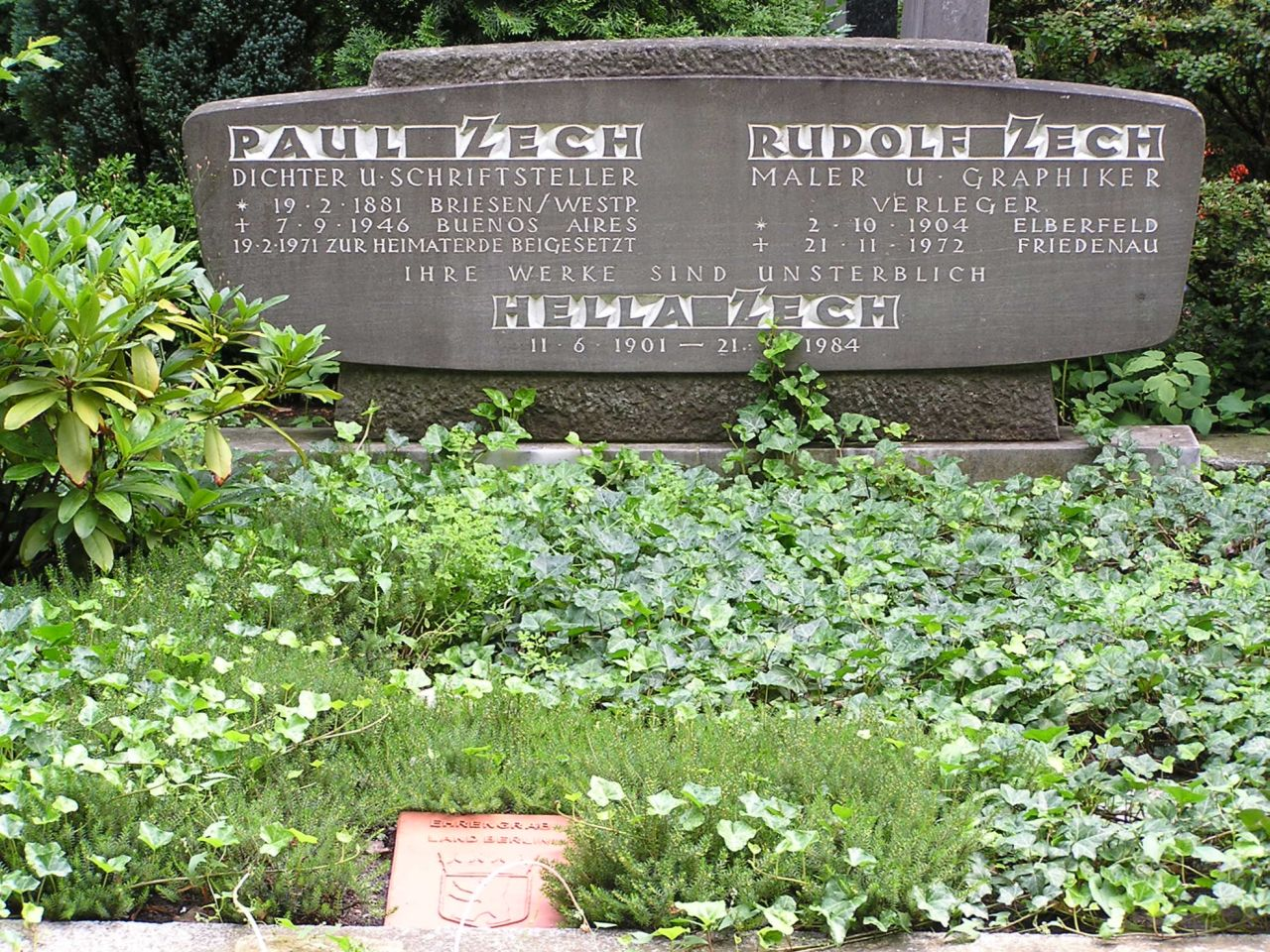
Grab von Paul Zech und seinem Sohn Rudolf

Spanisch zu schreiben bemühte sich Zech bis zuletzt übrigens nicht, denn er wollte sein Deutsch nicht gefährden. Immerhin scheint er sich passable Kenntnisse der Sprache angeeignet zu haben. Angeblich wäre er gerne nach dem Krieg nach Deutschland zurückgekehrt, obwohl der Kontakt zu seiner Familie, die in Bestensee die Zeit des Nationalsozialismus unbeschadet überstanden hatte, schon lange völlig abgerissen war. Doch ließen weder seine knappen Mittel noch sein sich rasch verschlechternder Gesundheitszustand die Reise zu. Am Morgen des 7. September 1946 brach er bei der Heimkehr von Bekannten vor seiner Haustür zusammen und verstarb mittags im Krankenhaus.
Seine Urne wurde 1971 auf den Friedhof Schöneberg III in Berlin-Friedenau umgesetzt. Die Grabstätte gehört zu den Ehrengräbern des Landes Berlin.

### Zech postum
Nachdem er schon um 1930 an den Rand des Literaturbetriebs geraten und nach 1933 als ehemaliger SPD-Sympathisant der nationalsozialistischen Gleichschaltung zum Opfer gefallen war, teilte Zech nach dem Krieg das Schicksal vieler Exilautoren, denen kein Comeback gelang. Dies gilt zumindest für die alte Bundesrepublik, denn letztlich erfolglos blieben hier die Bemühungen seines Sohnes Rudolf, der in einem eigenen kleinen West-Berliner Verlag von 1947 bis 1960 Werke des Vaters nachdruckte oder aus dem Nachlass neu publizierte. Deutlich besser erging es Zech in der DDR, wo der Greifenverlag im thüringischen Rudolstadt von 1952 bis 1956 und nochmals in den 1980er Jahren Werke nachdruckte und andere postum herausbrachte, weil der Antifaschist Zech als vermeintlich von den Nationalsozialisten Verfolgter galt.
Eines der ersten 1947 neu aufgelegten Werke von Rudolf Zech war der Villon von 1931. Er fiel um 1950 Klaus Kinski in die Hände, dank dessen eindrucksvollen Rezitationen die Figur Villons in der damaligen Bundesrepublik bekannt wurde. Auch in Rudolstadt wurde 1952 sofort der Villon gedruckt, allerdings in der abgemilderten Version von 1943. 1962 schließlich kam diese Version, etwas umstrukturiert und vor allem um die Biografie von 1946 erweitert, als dtv-Taschenbuch heraus. Dieses hat es inzwischen (Stand: 2009) auf mehr als 320.000 Exemplare in 29 Auflagen gebracht und Zech postum zum Erfolgsautor gemacht – wenn auch tragischerweise nicht unter seinem eigenen Namen, sondern unter dem Label „Villon“. Ähnliches gilt für Zechs Rimbaud-Nachdichtung von 1927, die 1963 in der stark überarbeiteten Version von 1944 ebenfalls vom dtv herausgebracht und bis 1996 in mehreren Auflagen nachgedruckt wurde. Immerhin vier Auflagen, davon drei in Rudolstadt, erlebte postum von 1947 bis 1988 Zechs Nachdichtung der gegen 1555 verfassten Sonette von Louise Labé.
Zechs Gedichte Wer auf der Flucht ist, so wie wir und Im Dämmer (Im schwarzen Spiegel der Kanäle) fanden Aufnahme in Reich-Ranickis Anthologie Der Kanon.

## Schriften
Eine Aufstellung des gesamten Schaffens findet man in: Ward B. Lewis, Poetry and Exile. An Annotated Bibliography of the Works and Criticism of Paul Zech.

### Ursprüngliche Schriften (Auszug)
Die Liste allein der Buchpublikationen Zechs umfasst viele Dutzend Titel.
- Das schwarze Revier. Gedichte. A. R. Meyer, Berlin 1912.
- Das törichte Herz. J. H. W. Dietz Nachf., Berlin 1925, DNB 578466139.
- Der feurige Busch : Neue Gedichte (1912–1917). Musarion-Verlag, München 1919, DNB 578466058.
- Nachmittagstraum eine Fauns / Stéphane Mallarmé L' Aprés-midi d'un faune. Deutsche Nachdichtung von Paul Zech. Berlin 1922, DNB 577271687.

### Postume Veröffentlichungen
Im Folgenden sind nur die Werke aufgeführt, die in den letzten drei Jahrzehnten neu aufgelegt oder neu herausgegeben wurden.
- Ausgewählte Werke Hrsg. […] von Bert Kasties. 5 Bände, Aachen: Shaker, 1998–1999. Band I enthält (S. 8–42) eine vorzügliche biografische Einführung, die allerdings durch die jüngsten Forschungen Alfred Hübners schon wieder korrekturbedürftig ist.
- Die lasterhaften Balladen und Lieder des François Villon. Nachdichtung von Paul Zech. Mit einer Biographie über Villon. München, dtv, 1962 u.ö., ISBN 3-423-00043-0 (Es handelt sich um eine stark überarbeitete Neuausgabe von Die Balladen und lasterhaften Lieder des Herrn François Villon in deutscher Nachdichtung von Paul Zech, Weimar 1931)
- Vom schwarzen Revier zur Neuen Welt – Gesammelte Gedichte. 1983, ISBN 3-446-13576-6.
- Deutschland, dein Tänzer ist der Tod. Ein Tatsachen-Roman. Greifenverlag, Rudolstadt, 1981; wieder Fischer, Frankfurt 1984, ISBN 3-596-25189-3 (Reihe: Verboten und verbrannt)
- Michael M. irrt durch Buenos Aires. Greifen, Rudolstadt 1985.
- Von der Maas bis an die Marne. Ein Kriegstagebuch. Greifen, Rudolstadt 1986.
- Der schwarze Baal. Novellen. Hrsg. und mit einem Nachwort von M. Martínez. Göttingen 1989, ISBN 3-89244-007-7.[15]
- Paul Zech Lesebuch. (= Nylands Kleine Westfälische Bibliothek. 12). Zusammengestellt und mit einem Nachwort versehen von Wolfgang Delseit. Köln 2005, ISBN 3-936235-13-9 Online-Ausgabe des Lesebuchs
- Wuppertal. Bergische Dichtungen/Begegnungen mit Else Lasker-Schüler. Hrsg. und mit einem Nachwort von Christoph Haacker. Arco, Wuppertal 2013, ISBN 978-3-938375-28-0.
- Was wird hinter dem Dunkel sein? Die schönsten Gedichte von Paul Zech. Herausgegeben von Oliver Fehn. Pandämonium, Söhrewald 2017, ISBN 978-3-944893-15-0.
- Trunkenes Schiff. Szenische Ballade um Arthur Rimbaud. Berlin 2022, ISBN 978-3-945980-67-5. PDF

## Hörspiele
- 1991: Das trunkene Schiff – Regie: Wolfgang Rindfleisch (Hörspiel – Funkhaus Berlin)

## Zweisprachige Ausgaben
- Yo soy una vez Yo y una vez Tú (Mal bin ich Ich und mal Du), übersetzt, ausgewählt und mit einem Prolog versehen von Héctor A. Piccoli; Editorial Serapis, Seria traslaciones, Rosario 2009, ISBN 978-987-24892-6-7 (Originaltitel: Paul Zech, Yo soy una vez Yo y una vez Tú : antología poética; (edición bilingüe) / Prólogo, notas y versión española de Héctor A. Piccoli. Goethe-Institut Buenos Aires)
- Arboles junto al Río de la Plata. Rosario 2013

Poemas antifascistas. Rosario 2016

## Briefe
- Donald G. Daviau (Hrsg.): Stefan Zweig – Paul Zech. Briefe 1910–1942. Frankfurt am Main 1986.

## Medien
- Rolf Blank, Veronique Friedmann: Aufzeichnungen eines Emigranten. Paul Zech im Exil. Insel-Film Produktion 2001. (45-minütiges Film-Feature über Zech in Argentinien)[16]
- Klaus Kinski: Ich bin so wild nach deinem Erdbeermund. Deutsche Grammophon, 2004 (981 587-1) (Neuauflage; Klaus Kinski liest u. a. Balladen aus der Villon-Nachdichtung von Zech)
- Wolfgang Neuss und Fatty George: Neuss Testament. Die Villon Show. Fontana, 1965 (LP). Conträr Musik, 1997 (CD). (Zum Teil sehr freie kabarettistische Übertragung auf der Grundlage von Paul Zechs Nachdichtungen und anderen Quellen.)

## Nachlass
Zechs Nachlass ist ziemlich verstreut. Ein Teil befindet sich in der Handschriftenabteilung der Stadt- und Landesbibliothek Dortmund, ein anderer im Archiv der Akademie der Künste in Berlin, ein weiterer im Deutschen Literaturarchiv Marbach und noch ein weiterer in der Handschriftenabteilung der Berliner Staatsbibliothek. Die Wuppertaler Stadtbibliothek unterhält ein Zech-Archiv mit einer ansehnlichen Sammlung von gedruckten Büchern Zechs.
Zu Dortmund vgl.: Fritz-Hüser-Institut für Deutsche und Ausländische Arbeiterliteratur (Hrsg.): Verzeichnis der Archivbestände zu den Arbeiterdichtern Paul Zech (1881–1946), Gerrit Engelke (1890–1918) und Max Barthel (1893–1975) sowie Übersicht über den Nachlass von Heinrich Lersch und den Katalog zur Ausstellung Arbeiterdichter zu Krieg und Arbeitswelt. Das Institut, Dortmund 1984, 60 S.